# Fiat 131
De Fiat 131 Mirafiori is een sedan in de compacte middenklasse van de Italiaanse autofabrikant FIAT.
De 131, ook bekend onder de naam Fiat Mirafiori (naar de buitenwijk in Turijn waar de auto's geproduceerd werden) is van 1974 tot 1984 op de markt geweest. Net als sommige andere modellen van Fiat is ook de 131 door andere producenten geassembleerd. Toen de productie in 1984 eindigde waren er 1.513.800 stuks gemaakt (in Italië). 
De Fiat 131 werd in oktober 1974 op de autotentoonstelling van Turijn gepresenteerd als de opvolger van de Fiat 124. Het was een achterwielaangedreven sedan waarbij de motor voorin in lengterichting was geplaatst. De viercilindermotoren waren gebaseerd op die van de Fiat 124: een gietijzeren motorblok en een aluminium cilinderkop. In eerste instantie waren dit motoren met een onderliggende nokkenas (OHV). Later kwam de 131 ook met dubbele bovenliggende nokkenassen (DOHC). De brandstoftoevoer verliep door middel van een Weber-carburateur.

## Serie 1

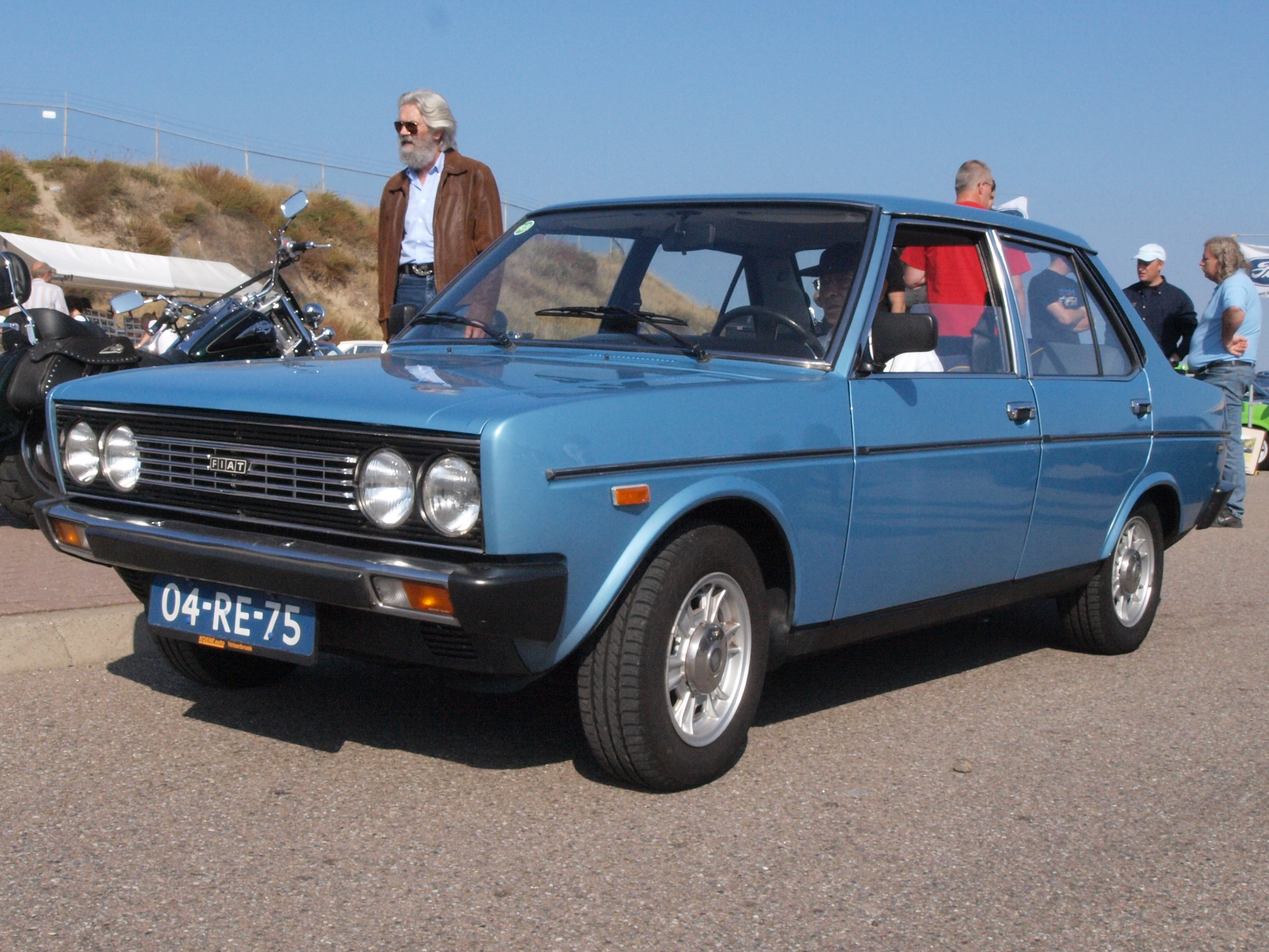
Fiat 131 S Mirafiori 1600

De 131 werd vanaf de introductie geleverd met viercilinder-motoren van 1297 of 1585 cc. Een handgeschakelde vierversnellingsbak was standaard. Een handgeschakelde vijfversnellingsbak en een drietraps automaat waren alleen leverbaar met de 1,6-liter motor. 
Er waren drie carrosserievormen: een tweedeurs sedan, een vierdeurs sedan en een stationwagen. Er waren twee uitrustingsniveaus, het instapmodel 131 Mirafiori (ook bekend als 'Normale' of 'Standard') met enkele vierkante koplampen, wielen en wieldoppen van de Fiat 124 en een simpel interieur. Daarboven kwam de 131 Mirafiori Special of 'S' die herkenbaar was aan de dubbele ronde koplampen, een andere grille en verchroomde ruitomlijstingen. Accessoires als airconditioning, sperdifferentieel, een vinyl dak of een toerenteller waren alleen leverbaar op deze versie. 
Elke carrosserievorm kon geleverd worden met beide motoren en uitrustingsniveaus, behalve de Special station die alleen geleverd werd met de grotere motor. De versies voor de Noord-Amerikaanse markt hadden een 1,8-liter motor in combinatie met een drietraps-automaat van General Motors.

## Serie 2

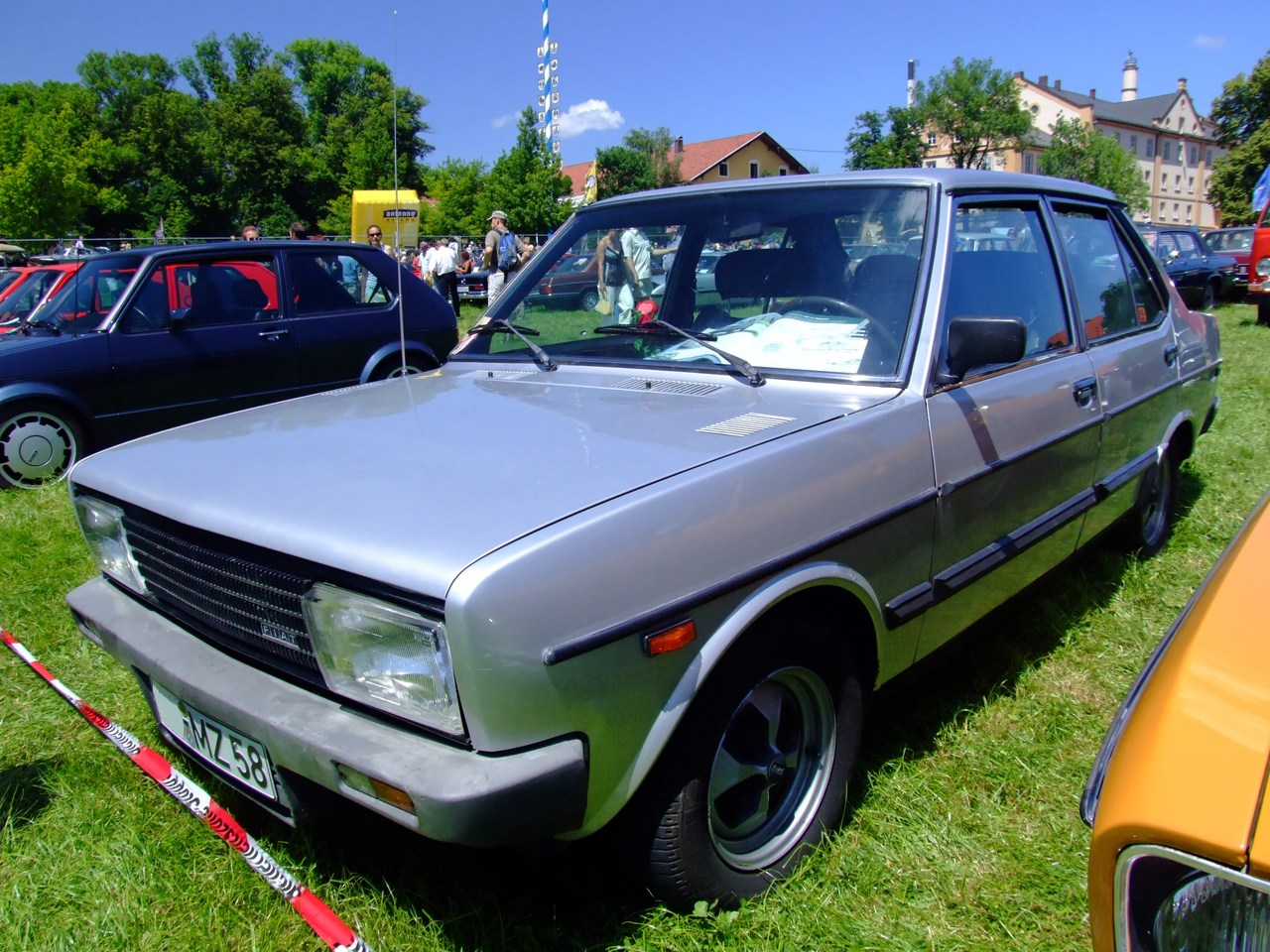
Fiat 131 Supermirafiori 1979

In 1978 kreeg de 131 een facelift. Nieuwe DOHC-motoren met dubbele bovenliggende nokkenassen werden geïntroduceerd en deze modellen werden 'Supermirafiori' genoemd. 
Aan de buitenzijde waren de grootste wijzigingen grotere vierkante koplampen, nieuwe bumpers, grotere achterlichten en een nieuw interieur met een dik, eenspaaks stuurwiel. Opvallend was het dashboardkastje met een dubbele schuifklep bovenop. Er kwam in dat jaar ook een tweedeurs sportversie, de 'Racing' met een 115 pk motor met bovenliggende nokkenassen. Deze auto had dubbele ronde koplampen van ongelijke grootte, een aparte grille, spoilers, uitgeklopte wielkasten en een vijfversnellingsbak met kortere overbrengingen en een kortere pook. De Racing had een topsnelheid van 180 kilometer per uur. De eveneens nieuwe dieselversies kregen ook dubbele, maar gelijke ronde koplampen en hadden een opvallende verhoging in de motorkap om de hogere motor onder te kunnen brengen.
De stationwagen werd vanaf dat moment Panorama genoemd en in 1979 verscheen een driedeurs bestelwagenvariant die werd verkocht als Fiat Marengo.

## Serie 3

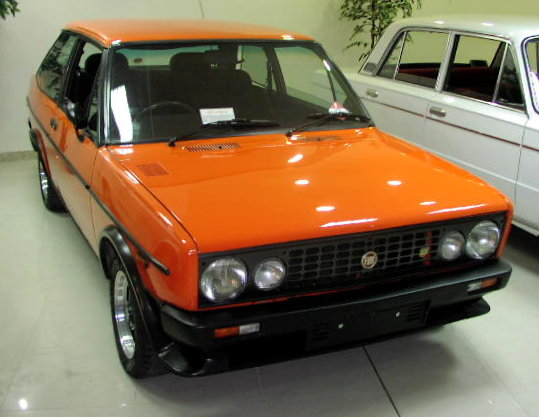
Fiat 131 2000TC 01

De 131 kreeg in maart 1981 een nieuwe update. De auto werd op dit moment niet langer in de Verenigde Staten geleverd. De productie van de Racing-versie stopte ook, al werden ze nog tot in het jaar 1982 verkocht. De motor van deze auto, de 2,0-liter met dubbele nokkenas werd nu geleverd in de Supermirafiori. Er kwamen een licht aangepast interieur, een nieuwe 1,4-liter motor en een aangepaste 1,6-liter motor. Verder kwamen er nieuwe versnellingsbakken, aangepaste wielophangingen en een grotere benzinetank met een inhoud van 53 liter. 
In juni 1981 werd op sommige markten een nieuwe sportversie, de 'Volumetrico Abarth' geleverd met de 2,0-liter motor met compressor. Deze auto, ook bekend onder de naam '2000 TC Compressore' werd in een kleine serie van ongeveer tweehonderd exemplaren gebouwd en had een topsnelheid van 190 kilometer per uur. 
In 1983 stopte de productie van de sedanversie, maar de station, nu 131 Maratea genoemd, bleef in productie tot 1985. Deze auto werd daarna vervangen door de op de Ritmo gebaseerde Regata.

## De 131 als rally-auto
In 1976 werden 400 Fiat Abarth 131 Rally-auto's gemaakt voor homologatiedoeleinden. Dit gebeurde in een samenwerking door Fiat, Abarth en Bertone, waarbij de opdracht van Fiat was zoveel mogelijk standaardonderdelen te gebruiken. Bertone gebruikte half afgebouwde tweedeurs carrosserieën van de productielijn van de fabriek in Mirafiori, monteerde kunststof spatborden voor en achter, een kunststof motorkap en paste de carrosserie aan voor montage van onafhankelijke wielophanging. De auto's werden geheel in kleur gespoten en terug geleverd aan de Fiat-fabriek in Rivalta waar de Abarth-onderdelen werden gemonteerd. De straatversie van de auto had een zestienklepper DOHC-motor met dubbele Weber carburateurs van 140 pk. Deze had een standaard versnellingsbak en standaard voorremschijven zoals ook gebruikt in de Fiats 127, 128 en andere 131's.
De Fiat 131 Abarth was een zeer succesvolle Groep-4 rally-auto waarmee het wereldkampioenschap voor constructeurs werd behaald in 1977, 1978 en 1980. Tussen 1976 en 1981 won de Fiat 131 Abarth 20 wedstrijden in het het WRC. Markku Alén won in 1978 het WRC en Walter Röhrl in 1980; andere bekende coureurs in deze auto waren Sandro Munari, Timo Salonen, Attilio Bettega en Michèle Mouton.
Tussen 1975 en 1977 had de officiële fabrieksauto het 'Olio Fiat' kleurenschema in blauw en geel. In de jaren 1978 en 1979 de kleuren rood, wit en groen van sponsor Alitalia.

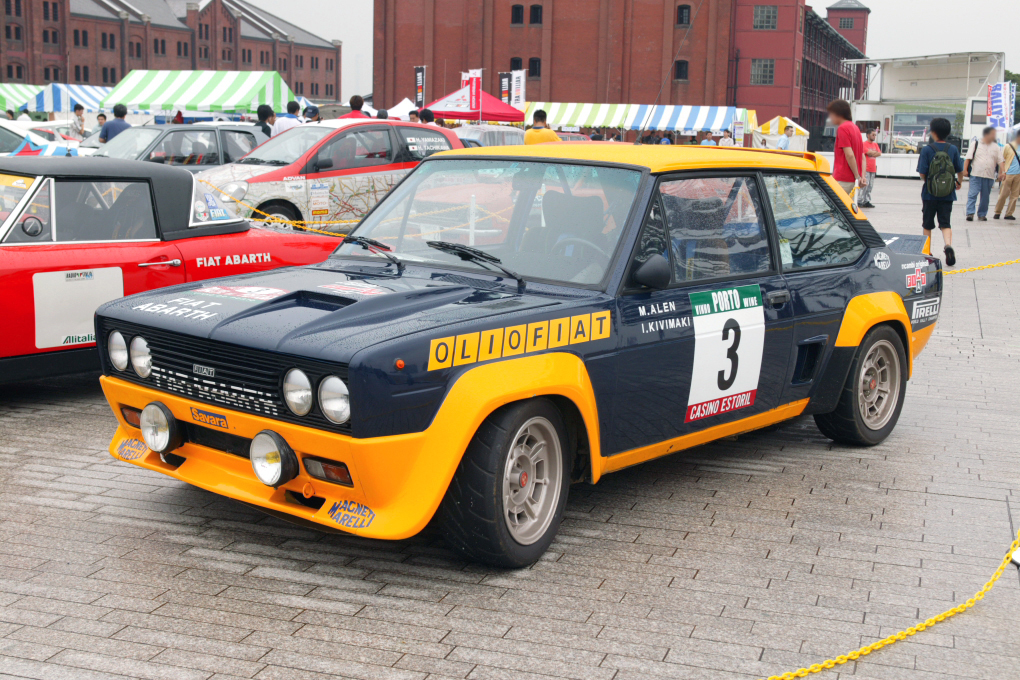
Fiat Abarth 131 rally-auto in "OlioFiat" kleuren
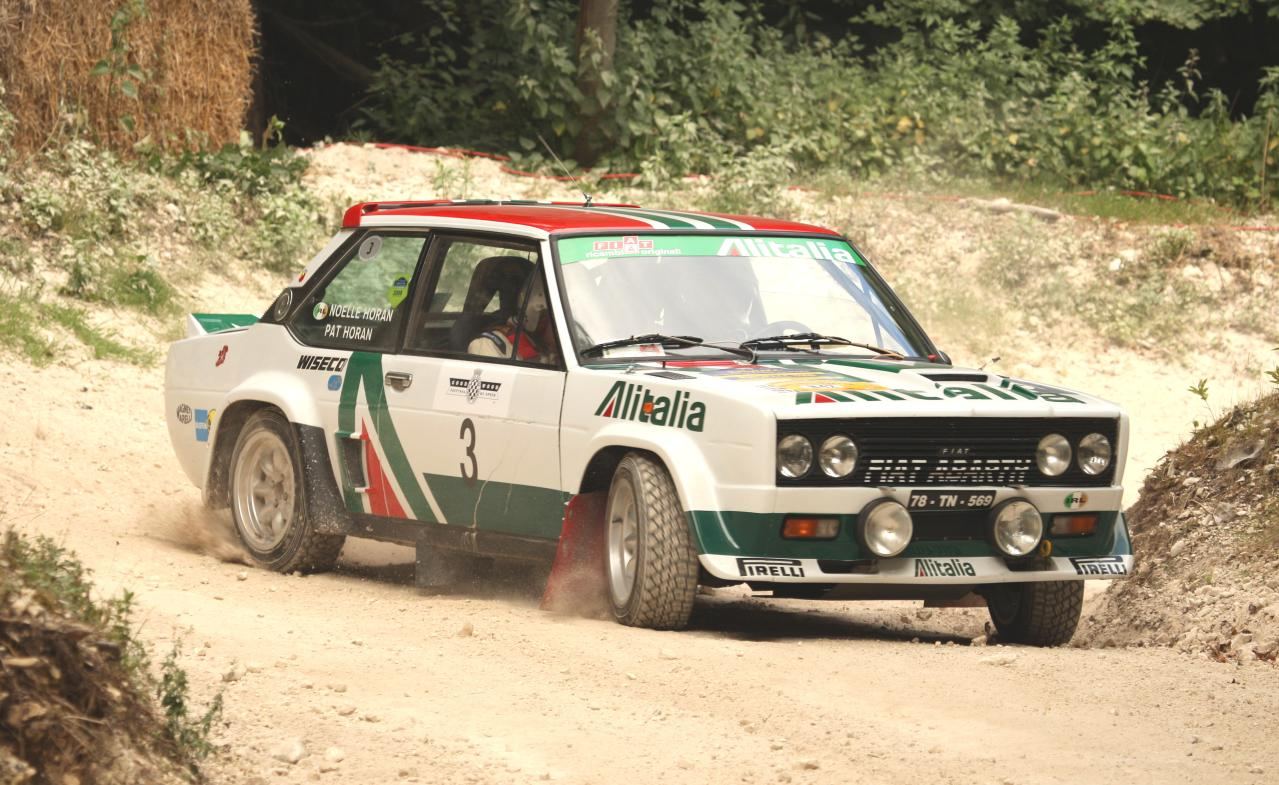
Fiat Abarth 131 rally-auto in "Alitalia" kleuren
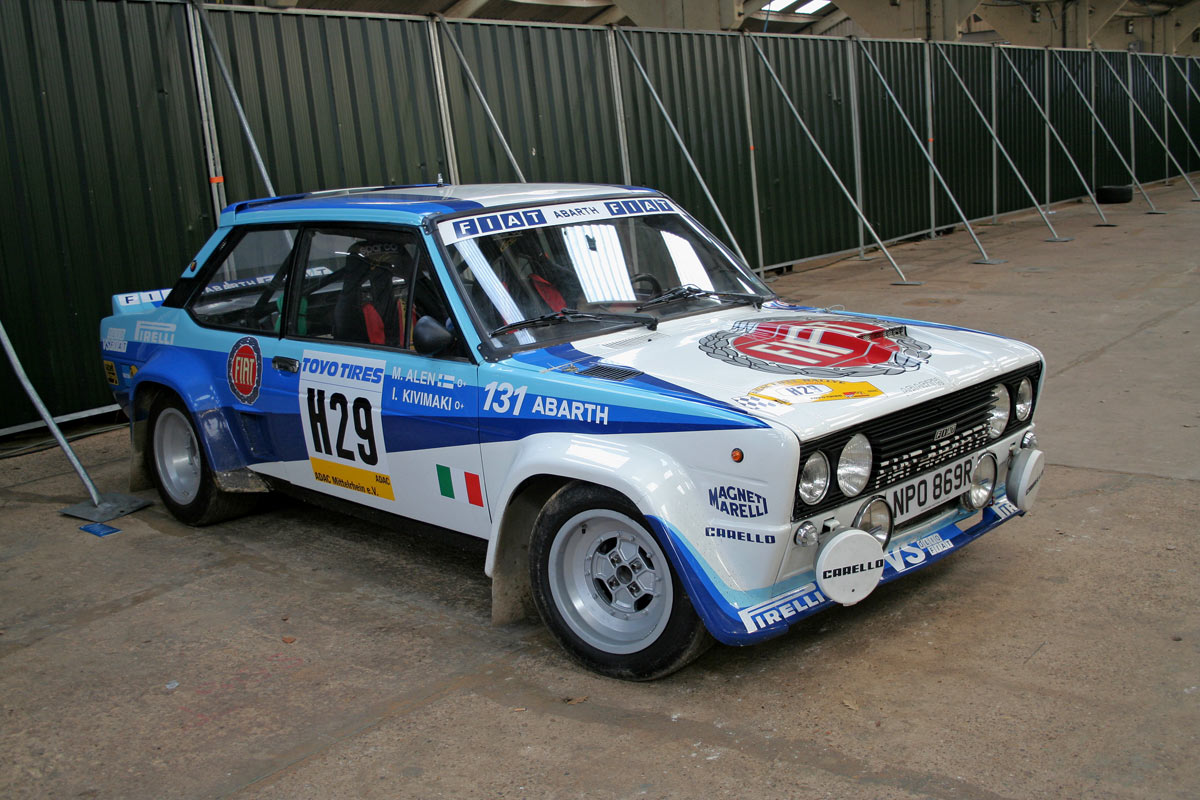
Fiat Abarth 131 rally-auto in "Wreath Fiat" kleuren
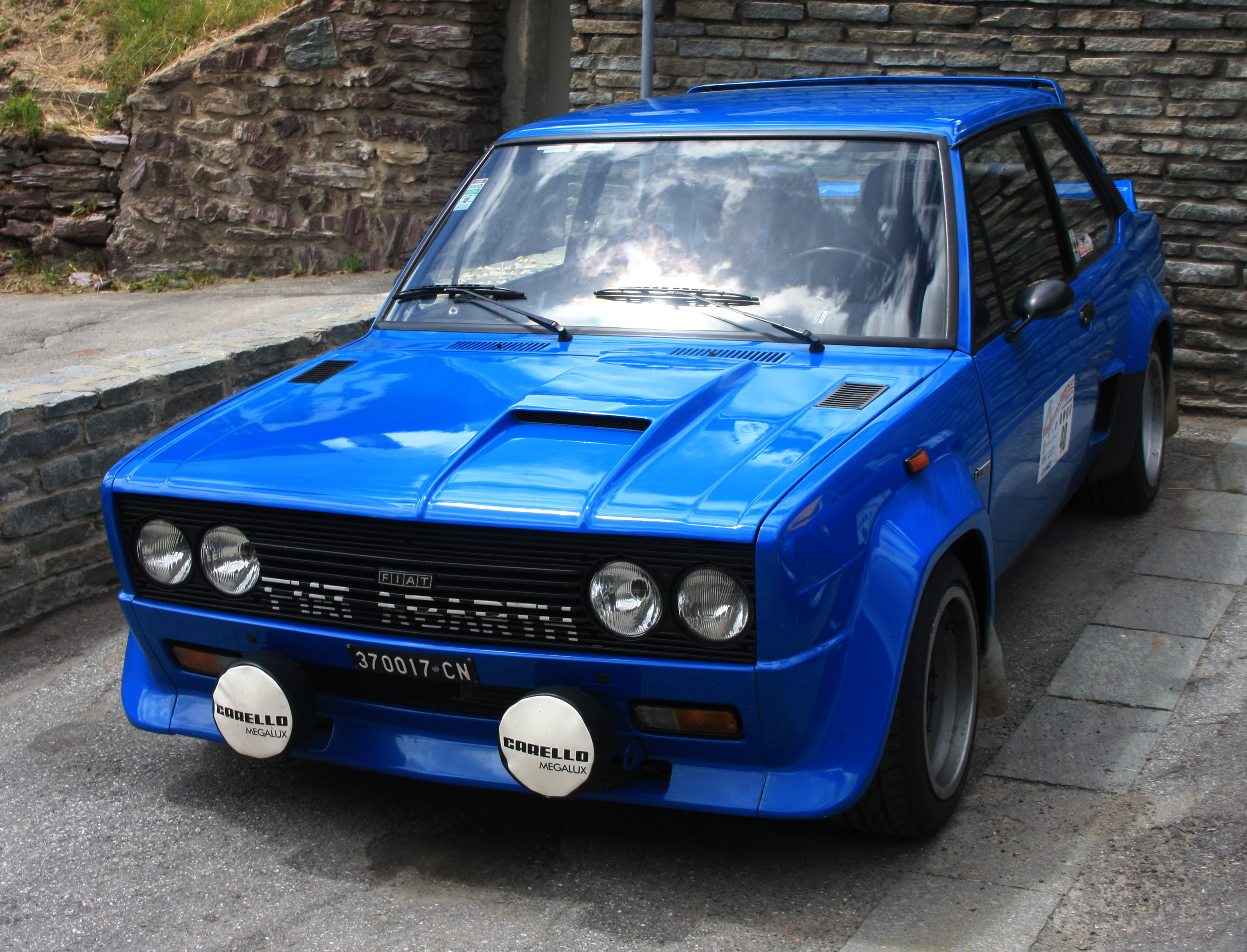
Fiat 131 Abarth - Cesana-Sestriere 2014

 In het laatste seizoen 1980 had de 131 Abarth een donkerblauw-lichtblauw-wit kleurenschema met het grote rood-wit-zwarte "Fiat lauwerkrans logo" op de motorkap. In deze uitvoering werden rijders Walter Röhrl en Christian Geistdorfer in 1980 wereld kampioen rally.
De rally versies hadden een vermogen van 210 pk (twee dubbele Weber carburateurs) en de latere versies met "Kugelfischer injectie" rond de  235 tot 240 pk.

## Niet-Italiaanse productie

### Seat 131

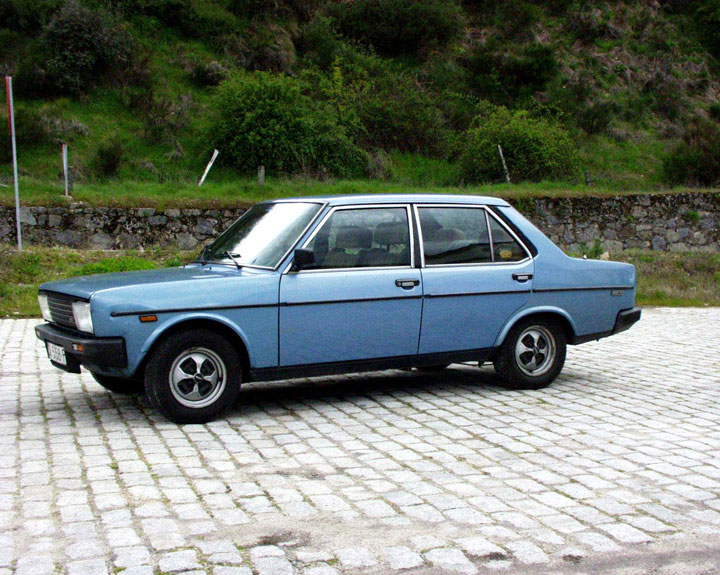
Seat 131

De productie van de Seat 131 begon 1975 in bij Seat in Barcelona, Spanje.
Het assortiment werd in 1976 uitgebreid met de Seat 131 Familiar, een stationwagen. In 1978 evolueerde de Seat 131 naar de Seat 131 Mirafiori / Supermirafiori (Panorama voor de stationwagen), met dezelfde veranderingen als bij zijn Italiaanse neef. In 1982 veranderde de Seat 131 opnieuw, parallel aan de Fiat 131-serie 3.
In 1984 werd de Seat 131-productie stopgezet. De Seat Malaga nam vanaf 1985 zijn plaats in.

### Tofaş Murat 131

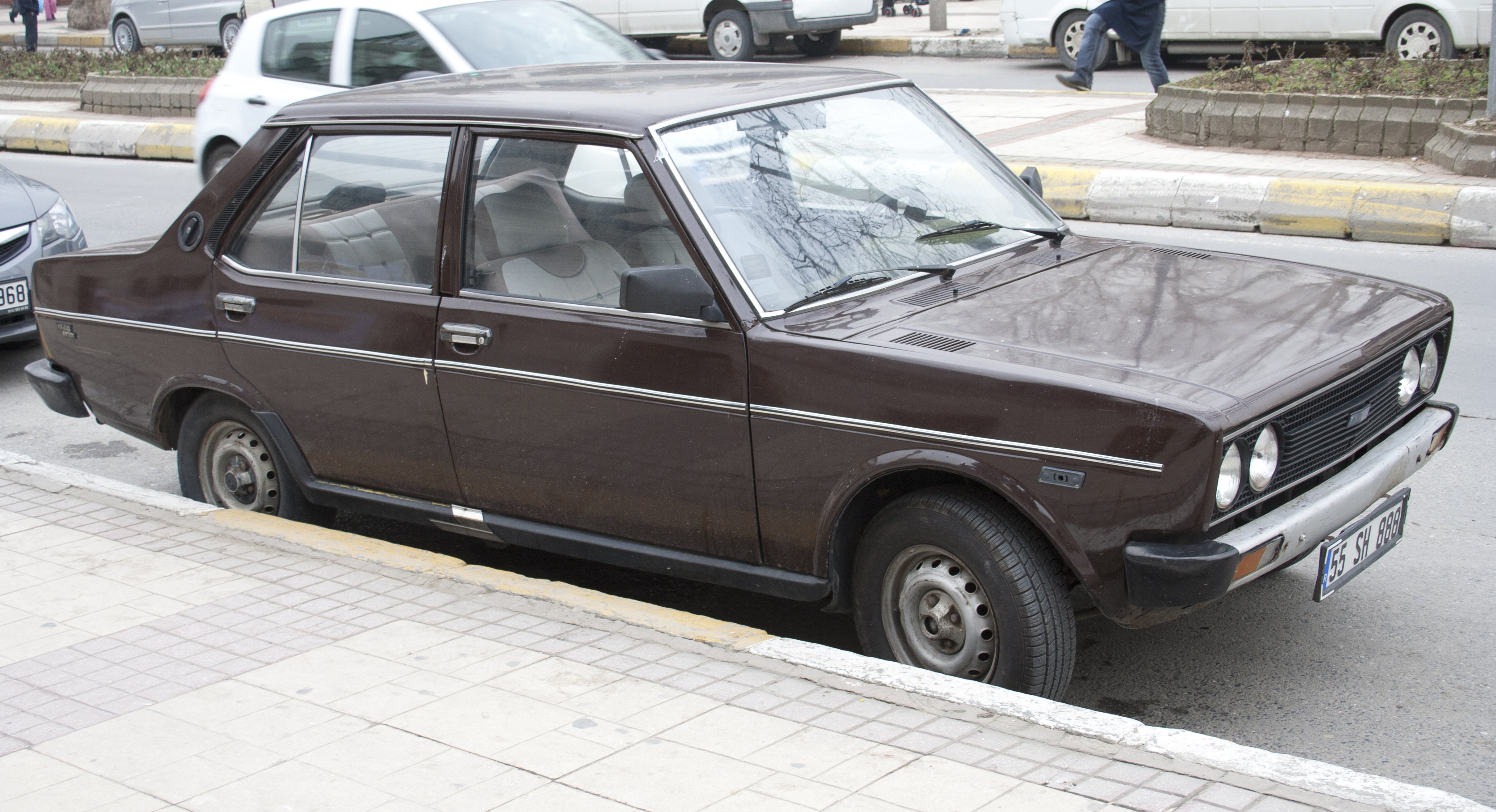
Tofaş Murat 131 Doğan 1600

Tofaş in Turkije baseerde hun oorspronkelijke productie ook op Fiat 131's gebouwd onder Fiat-licentie. Op de 131 gebaseerde modellen waren de Murat 131, Doğan, Şahin en Kartal (de stationwagen). Deze auto's hadden een zeer lange productieperiode (1986-2002 in Turkije, 1991-2009 in Egypte, 2006-2010 in Ethiopië) en werden later vervangen door nieuwere Fiat-modellen.

### Polski Fiat 131p
De assemblage van de 131 werd ook uitgevoerd in Polen door Fabryka Samochodów Osobowych (FSO) van 1975 tot 1981. De eerste serie auto's was alleen beschikbaar in een speciale uitvoering en werden Polski Fiat 131p Mirafiori genoemd. Auto's uit de tweede serie waren bekend onder de naam Fiat 131p Mirafiori.

### Andere producenten

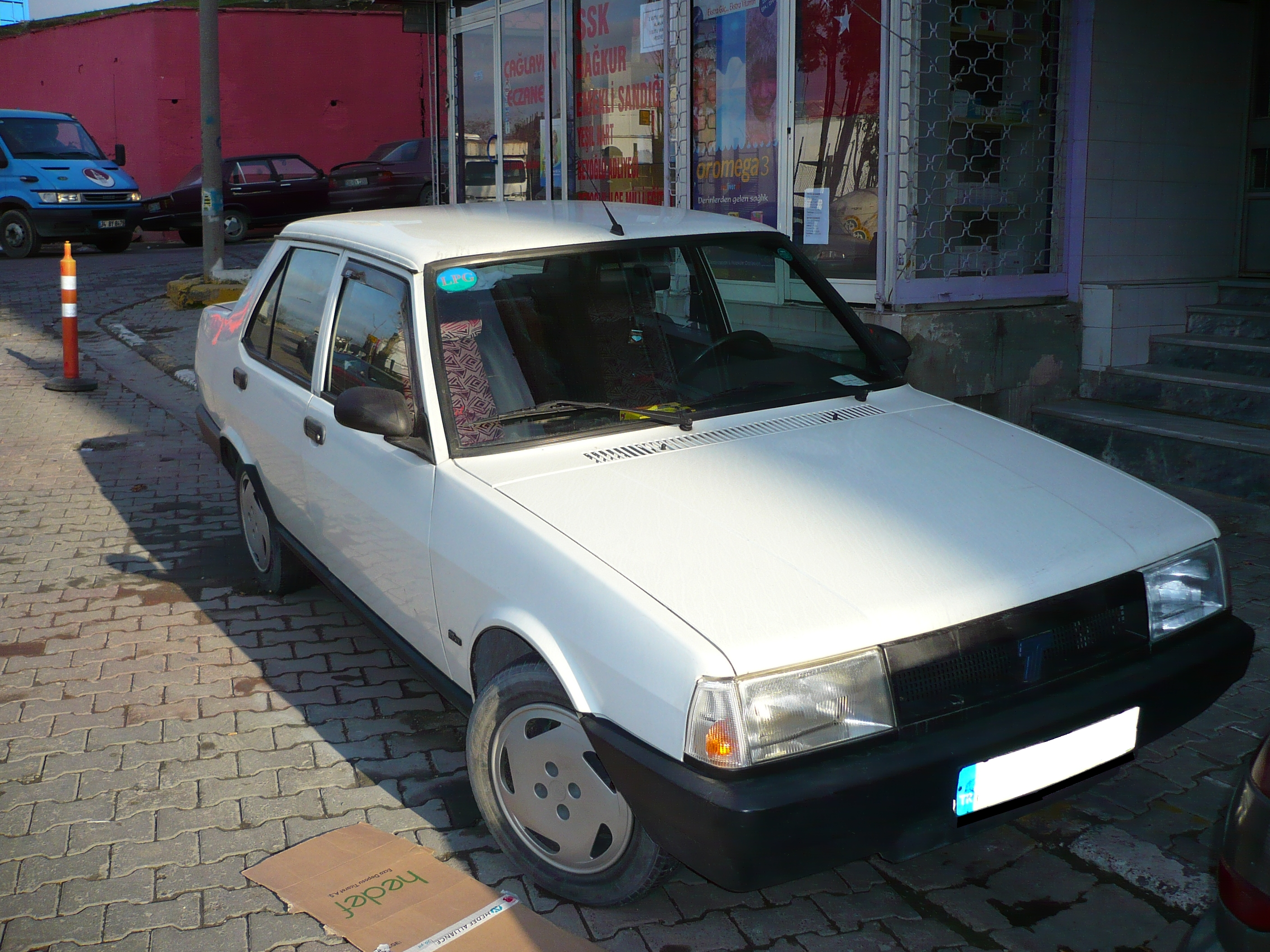
Tofaş Şahin

De Fiat 131 werd vanaf 1982 ook geproduceerd in Helwan, Egypte, door El Nasr op basis van CKD-kits, gevolgd door de CKD-assemblage van de Tofaş Şahin tussen 1991 en 2009. De Tofaş Şahin is tussen 2006 en 2010 ook door Holland Car in Ethiopië geassembleerd als Holland DOCC.
Huidige modellen: 
124 Spider ·
500 ·
500e ·
500L ·
500X ·
600 ·
Aegea ·
Argo ·
Cronos · 
Doblò · 
Ducato ·
Fiorino ·
Fullback ·
Linea ·
Palio · 
Panda · 
Punto · 
Qubo ·
Scudo · 
Siena ·
Strada ·
Tipo · 
Ulysse
Historische modellen na de Tweede Wereldoorlog: 
124 · 
125 · 
126 · 
127 · 
128 · 
130 · 
131 · 
132 · 
133 · 
147 · 
148 · 
242 ·
500 ·
600 · 
600 Multipla · 
850 · 
1100 · 
1200 · 
1300/1500 · 
1400/1900 · 
1800/2100 · 
2300 · 
Albea ·
Argenta · 
Barchetta · 
Bianchina ·
Bravo · 
Brío · 
Campagnola · 
Cinquecento · 
Coupé · 
Croma · 
Dino · 
Duna · 
Elba ·
Fiorino ·
Freemont ·
Grande Punto ·
Idea ·
Marea · 
Marengo · 
Mod 5 · 
Multipla · 
Oggi · 
Panorama · 
Penny · 
Prêmio · 
Regata · 
Ritmo · 
Sedici ·
Seicento · 
Spazio · 
Stilo ·
Talento · 
Tempra · 
Tipo · 
Turbina · 
Uno · 
Vivace · 
X1/9
Historische modellen voor de Tweede Wereldoorlog: 
1 · 
1T · 
10 HP · 
12 HP · 
24 HP · 
2B Torpedo · 
4 HP · 
501 · 
502 · 
503 · 
505/507 · 
508 · 
509 · 
510/512 · 
514 · 
515 · 
518 · 
519 · 
520 · 
521 · 
522 · 
524 · 
525 · 
527 · 
60 HP · 
70 · 
801 · 
1100 · 
1500 · 
2800 · 
Brevetti · 
Laundolet · 
Modello O · 
Tipo 2 · 
Tipo Torpedo · 
Topolino · 
Zero